# Lascobitoma weiri
Lascobitoma weiri là một loài bọ cánh cứng trong họ Zopheridae. Loài này được Slipinski & Lawrence miêu tả khoa học năm 1997.